# Мустачконоса змия
Мустачконосите змии (Erpeton tentaculatum) са вид влечуги от семейство Homalopsidae.
Разпространени са в блатисти местности в Югоизточна Азия.
Таксонът е описан за пръв път от френския зоолог Бернар Жермен дьо Ласепед през 1800 година.